# Melchor Jiménez
Melchor Jiménez (Caracato; 1767 - La Paz; 29 de enero de 1810) es considerado uno de los principales partícipes de la revolución del 16 de julio de 1809 en La Paz.

## Biografía
Melchor Jiménez nació en Caracato de la provincia de Sica Sica (actual provincia de Loayza del departamento de La Paz) en 1767, hijo natural de Tomás Rodríguez y Tomasa Aircora y Valdés, de escasos recursos económicos. 
La única instrucción que recibió fue la impartida por el teniente de su parroquia, Feliciano Arnau. Trabajó en tareas agrícolas hasta que marchó a La Paz a trabajar con su tío Marcos como garitero, puesto que desempeñó durante 23 años. Era conocido popularmente como "Pinchitanka" (gorrión).
Contrajo matrimonio el 8 de febrero de 1794 con María Mercedes Cabrera, hija de Faustino Cabrera y nativa de Cuzco. Tuvo tres hijos, José (1795), María (1797) y Miguel (1799).
Fue uno de los concurrentes a la junta que el 12 de julio en la casa de Juan Antonio Figueroa resolvió dar el golpe el 16 de julio. Allí fue encargado junto a Mariano Graneros (alias "el chaya-tegeta") para sondear a los soldados del batallón de guardia. En la fecha prevista el batallón de milicias al mando de su segundo jefe Juan Pedro de Indaburu copó sin inconvenientes el cuartel de veteranos, a los que Jiménez y Graneros habían embriagado, mientras la población se volcaba a la plaza.
Una vez controlado el cuartel, en la madrugada se hizo cargo de controlar las entradas a la ciudad. Fue uno de los primeros que ingresó al cuartel de los realistas, mereciendo como premio por su valor un caballo.
El gobernador Dávila fue arrestado por los revolucionarios y un Cabildo abierto reunido esa misma noche lo depuso del mando al igual que al obispo Remigio de la Santa y Ortega, a los alcaldes ordinarios, a los subdelegados y a todos los empleados públicos constituidos por el rey. Abolió todas las deudas contraídas a favor del fisco hasta ese día, y en la mañana del 20 se mandó quemar los documentos y papeles relativos a ellas en la plaza mayor a la vista de todos.
La Junta Tuitiva le encomendó llevar el movimiento al territorio de Sicasica por lo que recorrió los pueblos de Mecapaca, Carato, Sapahaqui y Luribay consiguiendo su adhesión a la Junta. 
En La Paz se lo designó comandante de artillería y al declararse la guerra a la provincia de Puno el 24 de septiembre marchó a Tiahuanaco a la cabeza de su regimiento, en la división al mando de Juan Bautista Sagárnaga. 

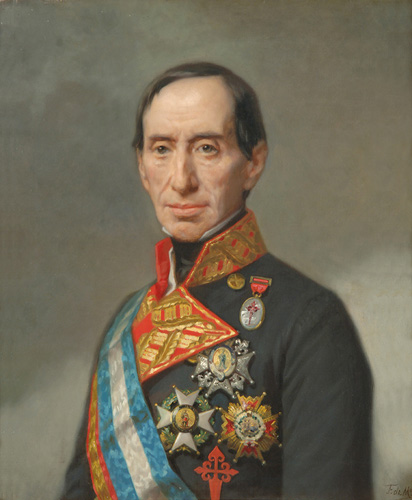
José Manuel de Goyeneche.

Iniciada la represión, al aproximarse las fuerzas del Virreinato de Lima al mando de José Manuel de Goyeneche, la Junta Tuitiva se disolvió haciéndose cargo su presidente Pedro Domingo Murillo del mando político y militar. Murillo contaba sólo con unos mil hombres y para evitar deserciones se situó con el grueso a las afueras, en la localidad de Chacaltaya en los altos de La Paz, dejando a Pedro Indaburu con una compañía en la ciudad. El 18 de octubre Indaburu, puesto de acuerdo con un emisario de Goyeneche, traicionó el movimiento. Detuvo a los dirigentes revolucionarios que permanecían en la ciudad, entre ellos Jiménez, y llegó a ahorcar a Pedro Rodríguez, cuando las tropas de Murillo secundado por Manuel Antonio de Castro regresaron, vencieron y mataron a Indaburu.
El 19 de octubre Jiménez salió del presidio y persiguió a los realistas complotados. En La Paz, Goyeneche finalmente atacó a las desorganizadas fuerzas de Murillo, a las que derrotó y dispersó con facilidad el 25 de octubre en los Altos de Chacaltaya.
Jiménez fue capturado y encarcelado. Prestó su declaración el 27 de octubre de 1809 y el 23 de diciembre firmó su confesión. Fue condenado a muerte y ahorcado el 29 de enero de 1810. Fue sepultado en el atrio del Templo de Santo Domingo.